# Charles Bontemps (homme politique)
Pour les articles homonymes, voir Charles Bontemps et Bontemps.
Charles Bontemps est un homme politique français, né le 22 avril 1840 à Jussey dans le département de la Haute-Saône et mort le 17 mars 1903 à Paris,.
Médecin militaire auprès de l'armée d'Afrique de 1863 à 1866, il revient ensuite s'installer à Jussey, dont il est maire de 1878 à 1903. Conseiller d'arrondissement de 1884 à 1892, et conseiller général de 1892 à 1903. Il est député de la Haute-Saône de 1897 à 1900, inscrit au groupe des Républicains radicaux, et sénateur de 1900 à 1903, inscrit au groupe de la Gauche démocratique.

## Sources
- « Charles Bontemps (homme politique) », dans le Dictionnaire des parlementaires français (1889-1940), sous la direction de Jean Jolly, PUF, 1960 [détail de l’édition]